# Paolo Domenico Finoglia

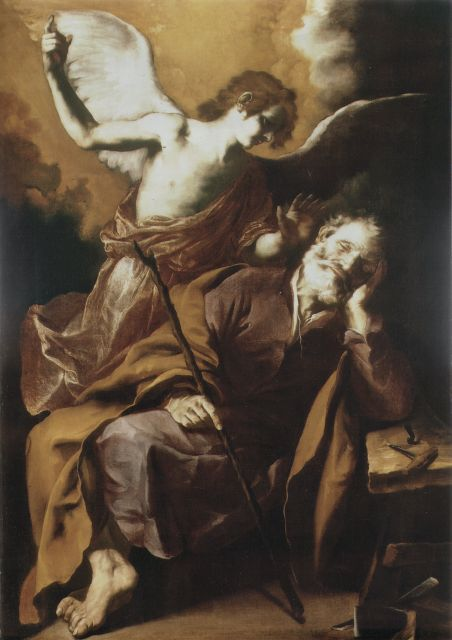
L'ange apparaît à saint Joseph

Paolo Domenico Finoglia, ou Finoglio (né vers 1590 à Orta di Atella en Campanie et mort en 1645 à Conversano, province de Bari, Pouilles) est un peintre italien du XVIIe siècle du début de la période baroque, actif principalement en Italie du Sud, en particulier à Naples et dans certaines villes des Pouilles. Il signait parfois ses travaux par « Neapolitanus ».

## Biographie
Paolo Domenico Finoglia a probablement fait son apprentissage avec Ippolito Borghese mais, inspiré par Battistello Caracciolo, son style est fortement influencé par celui du Caravage.
De 1610 à 1616, il séjourne à Lecce, où il réalise une série de travaux, dont les retables et les épisodes de la Vie d'Abraham qui décorent le presbytère de l'église de San Giovanni d'Aymo.
De 1620 à 1626 il participe, aux côtés de Caracciolo, Ribera et Stanzione, à la décoration de la chartreuse San Martino à Naples, réalisant notamment dix lunettes pour la nef de l'église représentant des saints fondateurs d'ordres religieux, ainsi que le décor de sa chapelle St Martin. 
Il est sollicité pour participer, avec de nombreux autres artistes, à la commande passée par Philippe IV pour la nouvelle décoration du palais du Buen Retiro, à Madrid, inaugurée en 1633.
Vers 1635, il peint un baptême de Saint-Celse pour la cathédrale de Pouzzoles. Il a peint aussi un certain nombre d'Immaculée Conception, dont les versions de San Lorenzo Maggiore à Naples, de l’Annunziata à Airola, de l'église de San Francesco à Montesarchio, ainsi qu'une Vierge avec les saints Marguerite, Bernard et Antoine de Padoue (1634) pour l'église di Bernardo e Margherita Fonseca à Naples.
Il quitte ensuite Naples pour Conversano, dans les Pouilles. En effet l'une des spécialités de Finoglia est la réalisation de séries décoratives, notamment dix grandes toiles illustrant les épisodes de l’épopée du Tasse, La Jérusalem délivrée. Et cette série fut commandée par le comte de Conversano, Giangirolamo II Acquaviva d'Aragon, pour son château familial en 1634. Finoglia avait commencé à travailler pour le comte en 1622, date à laquelle il décore les plafonds des chambres du château avec des scènes de l’Histoire de Jacob et Rachel. Durant la mise en œuvre de cette ultime commande, il décore aussi l'église Santi-Cosma-e-Damiano à Conversano. La réalisation des toiles illustrant l'œuvre du Tasse commence en 1640 et se poursuivra jusqu'à la mort de Finoglia à Conversano en 1645.

## Œuvres
«Très proche du naturalisme caravagesque de Caracciolo, il développe un style personnel et complexe aux rythmes posés mais tendant au spectaculaire, un langage sensuel allié à une matière précise et lisse, et une grande variété d'accords chromatiques.» 

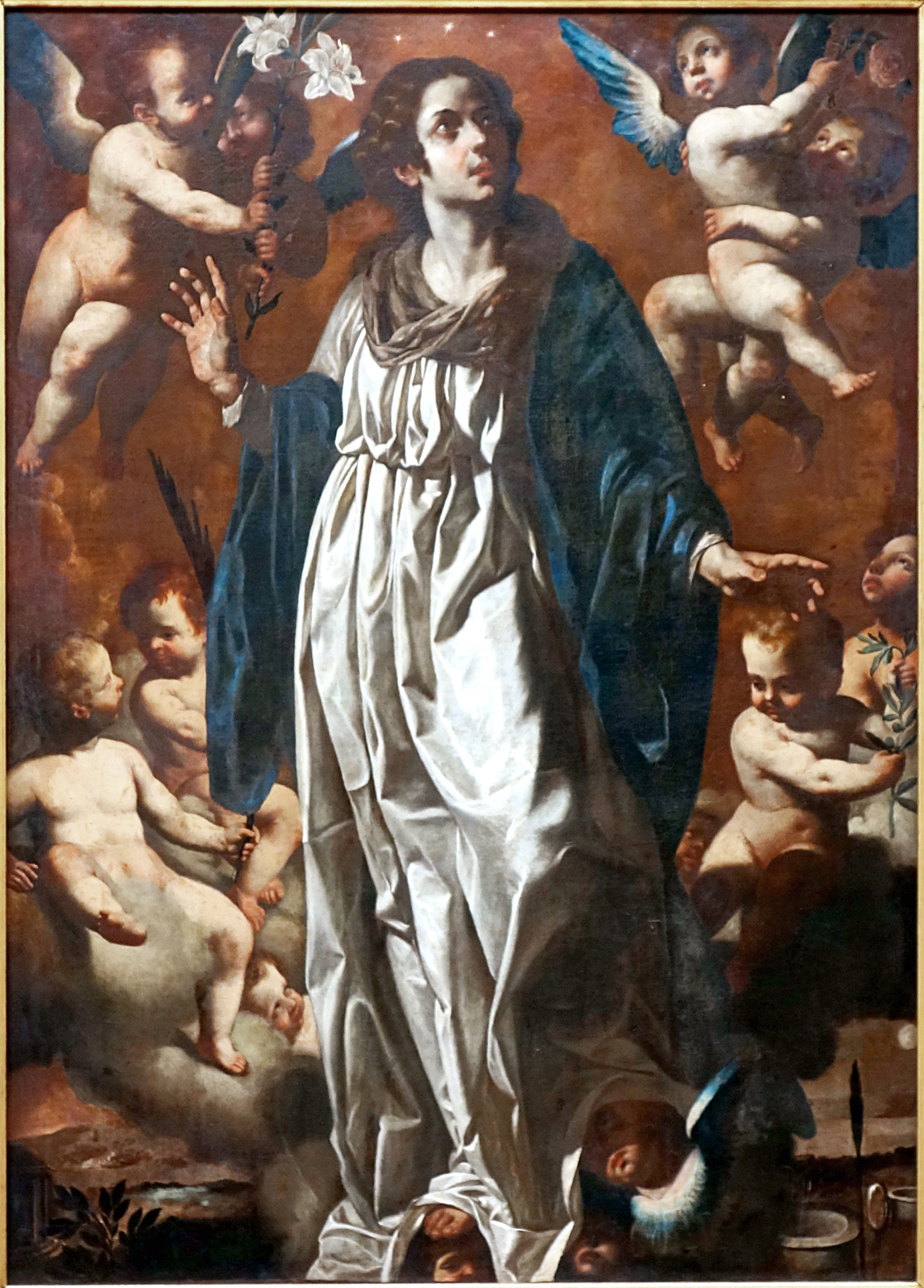
L'Immaculée Conception

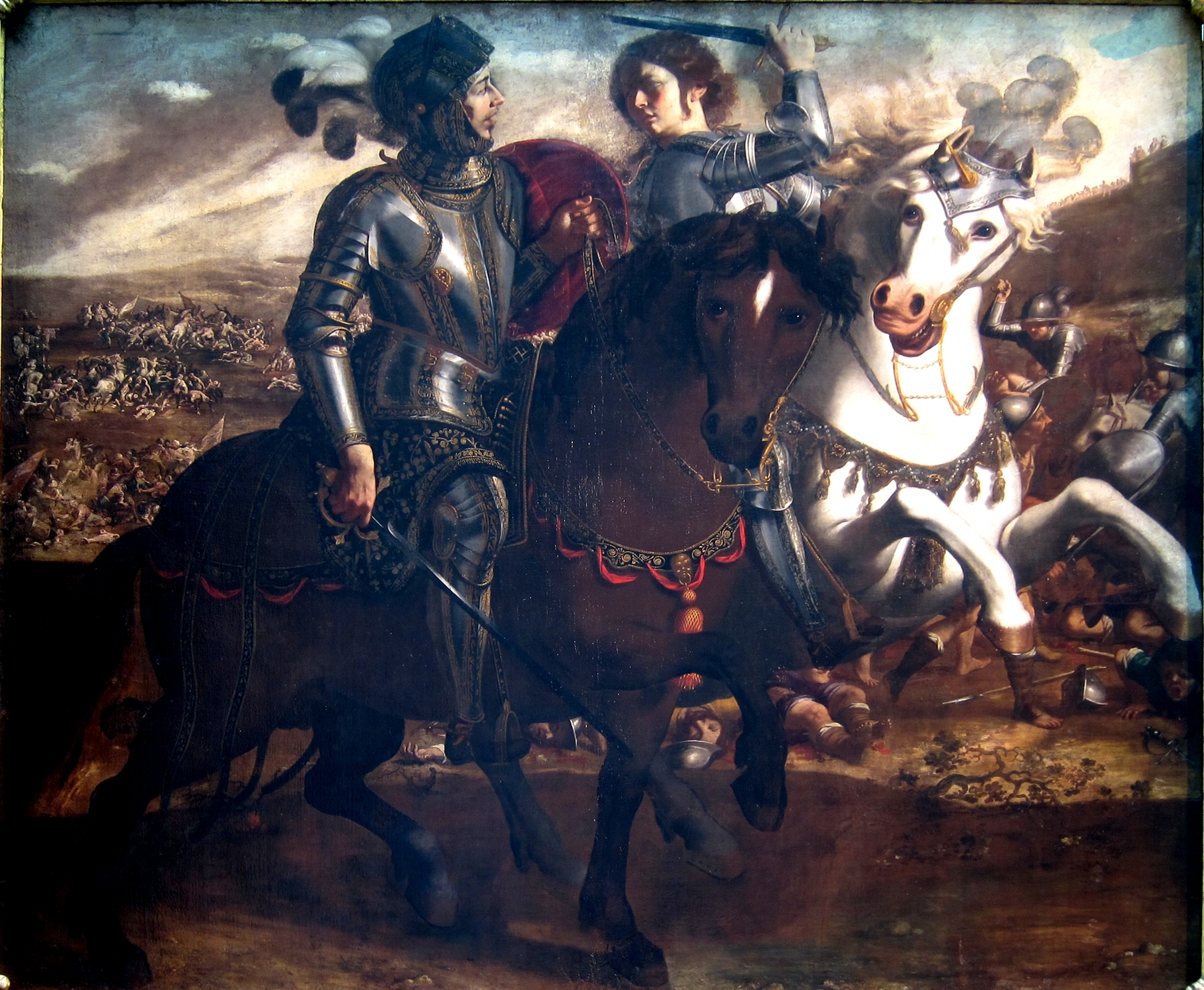
Jérusalem délivrée : Tancrède affronte Clorinde

- Les Fondateurs des ordres religieux (1620 - 1626, chartreuse San Martino, Naples)
- Circoncision (1626, salle capitulaire de la chartreuse San Martino à Naples)
- L'Immaculée Conception ou la Vierge entourée d'anges (vers 1626-1630, palais des beaux-arts de Lille)
- Immaculée conception (1629-30, San Lorenzo Maggiore, Naples)
- Annonciation (1630, musée des beaux-arts, Budapest)
- Fresques de la chapelle Saint-Martin (1632, chartreuse San Martino, Naples)
- Vierge à l'enfant avec les saints Marguerite, Bernard et Antoine de Padoue (1634, Santi Bernardo e Margherita Fonseca, Naples)
- Baptême de saint Celse (1635, cathédrale de Pouzzoles)
- La Jérusalem délivrée (1640-45, Palazzo Acquaviva, Conversano), dix toiles :
  - Olinde et Sophronie.
  - Tancrède affronte Clorinde.
  - Raymond de Toulouse affronte Argant en duel.
  - Clorinde reçoit le Baptême de Tancrède.
  - Renaud et Armide dans le jardin enchanté.
  - Renaud face au bouclier du mage d'Ascalon.
  - Armide tente de retenir Renaud.
  - Renaud part de l'île enchantée.
  - Herminie retrouve Tancrède blessé.
  - Renaud massacre les ennemis.

## Exposition
- Palais des beaux-arts de Lille, du 23 avril au 29 août 2010, exposition des dix toiles de La Jérusalem délivrée du Palazzo Acquaviva.